# عروس را ببوس (فیلم ۲۰۰۸)
عروس را ببوس یک فیلم کمدی رمانتیک ساخته سال ۲۰۰۸ ایالات متحده آمریکا به کارگردانی سی. جی ککس است. تری اسپلینگ، فلیپ کارنر و جیمز اشیابازیگرانی هستند که در این فیلم هنرنمایی کردند. این فیلم برای اولین بار در آوریل سال ۲۰۰۸ منتشر شد.

## نقش ها
- تری اسپلینگ در نقش الکس
- فلیپ کارنر در نقش مَت
- جیمز اشیا در نقش رایان